# Миколай Канабос
Миколай Канабос (грец. Νικόλαος Καναβός) — візантійський імператор, правління якого тривало всього кілька днів в умовах, коли під стінами Константинополя стояли хрестоносці Четвертого хрестового походу. Його обрали 25 чи 28 січня 1204 року на спільному засіданні Сенату та священників. Це сталося, однак, проти його волі, оскільки жоден із знаті не наважився запропонувати себе кандидатом на басилевса. Вже через 5 днів Олексій Мутцуфулос та охорона палацу змістили його. 5 лютого Мутцуфулос перейняв на себе повноваження імператора як Олексій V Дука. Подальша доля Миколая Канабоса невідома.